# 33. ceremonia wręczenia Europejskich Nagród Filmowych
33. ceremonia wręczenia Europejskich Nagród Filmowych odbyła się 12 grudnia 2020 roku w trybie online ze względu na pandemię koronawirusa. Pierwotnym miejscem wręczenia nagród miał być Reykjavík. Jednakże kiedy zdecydowano się, że uroczystość odbędzie się bez udziału publiczności i bez transmisji telewizyjnej, a zdobywcy nagród zostaną ogłoszeni w siedzibie Europejskiej Akademii Filmowej w Berlinie, ustalono, że w Reykjavíku zorganizowana zostanie 35. ceremonia w 2022 roku.
Nominacje do nagród zostały ogłoszone 10 listopada 2020.
Niekwestionowanym zwycięzcą tej edycji rozdania nagród został duński film Na rauszu w reżyserii Thomasa Vinterberga. Obraz zdobył łącznie cztery statuetki w najważniejszych kategoriach (najlepszy film, reżyseria, aktor i scenariusz). Dwie nagrody w kategoriach technicznych otrzymał włoski film Chciałem się ukrywać w reżyserii Giorgio Dirittiego.

## Laureaci i nominowani

### Nagrody przyznawane przez członkówEFA

#### Najlepszy europejski film roku
- Na rauszu, reż. Thomas Vinterberg
  -  Berlin Alexanderplatz, reż. Burhan Qurbani
  -  Boże Ciało, reż. Jan Komasa
  -  Malowany ptak, reż. Václav Marhoul
  -  Martin Eden, reż. Pietro Marcello
  -  Undine, reż. Christian Petzold

#### Najlepszy europejski film komediowy
- Komedianci debiutanci, reż. Emmanuel Courcol
  -  Kobiety ze stali, reż. Pamela Tola
  -  Pociąg tajemnic, reż. Aritz Moreno

#### Najlepszy europejski reżyser
- Thomas Vinterberg – Na rauszu
  -  Agnieszka Holland − Szarlatan
  -  Jan Komasa − Boże Ciało
  -  Pietro Marcello − Martin Eden
  -  François Ozon − Lato ’85
  -  Maria Sødahl – Nadzieja

#### Najlepszy europejski aktor
- Mads Mikkelsen – Na rauszu
  -  Bartosz Bielenia – Boże Ciało
  -  Goran Bogdan – Tato
  -  Elio Germano – Chciałem się ukrywać
  -  Luca Marinelli – Martin Eden
  -  Viggo Mortensen – Jeszcze jest czas

#### Najlepsza europejska aktorka
- Paula Beer – Undine
  -  Natalia Bierieżnaja – DAU. Natasza
  -  Andrea Bræin Hovig − Nadzieja
  -  Nina Hoss – Moja młodsza siostra
  -  Marta Nieto – Matka
  -  Ane Dahl Torp – Nie tak miało być

#### Najlepszy europejski scenarzysta
- Thomas Vinterberg i Tobias Lindholm – Na rauszu
  -  Burhan Qurbani i Martin Behnke − Berlin Alexanderplatz
  -  Mateusz Pacewicz − Boże Ciało
  -  Costa-Gavras – Dorośli w pokoju
  -  Pietro Marcello i Maurizio Braucci – Martin Eden
  -  Damiano i Fabio D’Innocenzo – Złe baśnie

### Nagrody techniczne

#### Najlepszy europejski operator
- Matteo Cocco − Chciałem się ukrywać

#### Najlepszy europejski kompozytor
- Dascha Dauenhauer – Berlin Alexanderplatz

#### Najlepszy europejski montażysta
- Maria Fantastica Valmori – Wyłom

#### Najlepszy europejski scenograf
- Cristina Casali − Magiczny świat Davida Copperfielda

#### Najlepszy europejski kostiumograf
- Ursula Patzak − Chciałem się ukrywać

#### Najlepszy europejski dźwiękowiec
- Yolande Decarsin − Dziewczynka

#### Najlepszy europejski charakteryzator
- Yolanda Piña, Félix Terrero i Nacho Díaz − Wieczny okop

#### Najlepsze europejskie efekty specjalne
- Iñaki Madariaga – Platforma

### Nagrody dla filmów niefabularnych

#### Najlepszy europejski film animowany
- Josep, reż. Aurel
  -  Dziki Zachód Calamity Jane, reż. Rémy Chayé
  -  Klaus, reż. Sergio Pablos
  -  Nos lub spisek odmieńców, reż. Andriej Chrżanowski

#### Najlepszy europejski film dokumentalny
- Kolektyw, reż. Alexander Nanau
  -  Acasa, mój dom, reż. Radu Ciorniciuc
  -  Dziewczynka, reż. Sébastien Lifshitz
  -  Gunda, reż. Wiktor Kossakowski
  -  Jaskinia, reż. Feras Fayyad
  -  Saudi Runaway, reż. Susanne Regina Meures

#### Najlepszy europejski film krótkometrażowy
- W ciemności wszystkie koty są szare, reż. Lasse Linder
  -  Genius Loci, reż. Adrien Mérigeau
  -  Past Perfect, reż. Jorge Jácome
  -  Słońce poboczne, reż. Dorian Jespers
  -  Wujek Tomasz, rozliczanie dni, reż. Regina Pessoa

#### Najlepsza europejska produkcja telewizyjna – nagroda za innowacyjność
- Kobiety za kamerą, reż. Mark Cousins

### Nagrody przyznawane przez krytyków

#### Największe europejskie odkrycie roku
- Sole, reż. Carlo Sironi
  -  Gagarine, reż. Fanny Liatard i Jérémy Trouilh
  -  Instynkt, reż. Halina Reijn
  -  Izaak, reż. Jurgis Matulevičius
  -  Jumbo, reż. Zoé Wittock
  -  Pełnia księżyca, reż. Nermin Hamzagić

### Nagrody przyznawane przez publiczność

#### Nagroda młodej widowni dla najlepszego filmu europejskiego dla nastolatków
- Mój brat ściga dinozaury, reż. Stefano Cipani
  -  Niezwykłe lato z Tess, reż. Steven Wouterlood
  -  Rocca zmienia świat, reż. Katja Benrath

#### Nagroda studentów szkół wyższych dla najlepszego europejskiego filmu
- Saudi Runaway, reż. Susanne Regina Meures
  -  Berlin Alexanderplatz, reż. Burhan Qurbani
  -  Boże Ciało, reż. Jan Komasa
  -  Na rauszu, reż. Thomas Vinterberg
  -  Slalom, reż. Charlène Favier

### Nagrody honorowe i specjalne

#### Nagroda Eurimages dla najlepszego europejskiego koproducenta
- Luís Urbano